# Натальино (Амурская область)
Ната́льино — село в Благовещенском районе Амурской области. Административный центр и единственный населённый пункт Натальинского сельсовета. Основано в 1886 году.

## География
Село находиится на правом берегу реки Зея, на автотрассе областного значения «Благовещенск — Свободный», на расстоянии 76 км (по прямой) к северо-востоку от города Благовещенск, административного центра района и области.

## Население
| 2002 | 2010 | 2012 | 2013 | 2014 | 2015 | 2016 |
| ---- | ---- | ---- | ---- | ---- | ---- | ---- |
| 336  | ↘318 | ↘311 | ↘306 | ↗313 | ↘308 | →308 |
| 2017 | 2018 |      |      |      |      |      |
| →308 | ↘303 |      |      |      |      |      |

## Улицы
- пер. Бурхановский,
- пер. Лесной,
- ул. Набережная,
- ул. Торговая,
- ул. Центральная.

## Инфраструктура
В селе функционирует горнолыжная база